# Ошац, Николай Александрович
Николай Александрович Ошац (1901 год — 1978 год) — старший машинист локомотивного депо Москва-Пассажирская Октябрьской железной дороги, гор. Москва. Герой Социалистического Труда (1959).

## Биография
Трудился машинистом пассажирских поездов станции Москва-Пассажирская. В 1936 году за высокие трудовые результаты награждён Орденом Ленина.
В 1938 году участвовал в испытаниях локомотива модели 2-3-2К (Коломенский) пассажирского паровоза серии ФД, разработанного НИИ реконструкции тяги и выпускавшегося на Коломенском машиностроительном заводе. 29 августа 1938 года управлял поездом из четырёх вагонов на участке Лихославль — Калинин Октябрьской железной дороги и установил рекорд, развив скорость до 170 км./час.
Достиг выдающихся трудовых достижений на железнодорожном транспорте. Указом Президиума Верховного Совета СССР от 1 августа 1959 года удостоен звания Героя Социалистического Труда «за выдающиеся успехи, достигнутые в деле развития железнодорожного транспорта» с вручением ордена Ленина и золотой медали Серп и Молот.
Проработал на железнодорожном транспорте около 40 лет.
Умер в 1978 году. Похоронен на Кунцевском кладбище.

## Награды и звания
- Герой Социалистического Труда
- Орден Ленина — дважды (04.04.1936; 1959)[2]:

4 апреля 1936 года — за «перевыполнение государственного плана железнодорожных перевозок 1935 года и 1 квартала 1936 года, за достигнутые успехи в деле лучшего использования технических средств железнодорожного транспорта и его предприятий»

## В искусстве
В 1967 году скульптор А. С. Рабин выполнил бюст Н. А. Ошаца (ныне в Музее Москвы).